# Injac Zamputi
Injac Zamputi lub Injac Zamputti (wł. Ignazio Zamputti; 12 lutego 1910 w Szkodrze, zm. 28 lutego 1998 w Tivoli) – albański politolog i mediewista pochodzenia włosko-chorwackiego, doktor nauk politologicznych. Jego prace naukowe ukazywały się w albańskich czasopismach naukowych.

## Życiorys
Pobierał naukę w Kolegium Jezuickim w Szkodrze, gdzie wykazywał się wysokimi wynikami w nauce, aktywnie uczestniczył także w przedstawieniach teatralnych; następnie nauczał przez 6 lat w tejże szkole. Pracował także jako publicysta oraz krytyk literacki dla czasopism Leka, Cirka, Kumbona e së diellës, Lajmëtari i Zemers T’ Jezu Krishtit oraz Shkëndija; swoje publikacje podpisywał swoim nazwiskiem lub jednym z dwunastu pseudonimów, m.in. Ales, Notarios, Pol-iglota, Rosea, Sila, Sirena, Stal, Z i Zeta oraz R.N. Po włoskiej inwazji na Albanię był redaktorem włoskojęzycznej sekcji czasopisma Rinija Fashiste, a w latach 1941–1944 redagował czasopismo Leka.
Ukończył studia doktorskie na Uniwersytecie w Trieście. W 1945 roku pełnił funkcję kierownika Domu Kultury w Szkodrze, a w latach 1946–1948 pracował w liceum w Gjirokastrze. Poświęcił się następnie karierze pisarskiej; w latach 50. i 60. napisał trzy dramaty, melodramat, dwa długie opowiadania oraz wiersz o tematyce historycznej, jednak władze nie zezwoliły na ich publikację. W 1953 roku wraz z rodziną przeniósł się do Tirany, gdzie rozpoczął pracę w Instytucie Historii; był odpowiedzialny za przepisywanie oraz tłumaczenie związanych z historią Albanii dokumentów zapisanych w języku łacińskim oraz włoskim.
W 1993 roku przeniósł się do Włoch, gdzie kontynuował prace nad dokumentami. Zmarł dnia 28 lutego 1998 roku w Tivoli, został pochowany 5 marca tegoż roku na cmentarzu Sharrë w Tiranie.

## Wybrana twórczość[1]
- Damiani Himarjot (1937)
- Zemra Njerëzishdhe (1943)
- Atje nën hijen e Rozafës (1944)[4]

## Tytuły
W 1995 roku został uhonorowany przez prezydenta Albanii Salego Berishy tytułem Wybitnego Pracownika Nauki i Technologii.

## Życie prywatne
Jego dziadkiem był lekarz Giuseppe Zamputti (zm. 1900), w 1870 roku uciekł on z Włoch do należącej wówczas do Imperium Osmańskiego Albanii, zamieszkując kolejno Kavajë, Durrës i Szkodrę. Poślubił w Kavajë pochodzącą z Raguzy Luigjianę Račić, z tego związku urodził się Injac Romolo (1876–1911); ten pracował jako urzędnik pocztowy we włoskim konsulacie w Szkodrze, poślubił Ninę Temal, z którą miał dwie córki i syna Injaciego.
W 1937 roku Injac Zamputi poślubił kobietę o imieniu Roza, z którą miał 5 córek i 1 syna.